# هدلی دونووان
هدلی دونووان (انگلیسی: Hedley Donovan; ۲۴ مهٔ ۱۹۱۴ – ۱۳ اوت ۱۹۹۰) افسر، و روزنامه‌نگار اهل ایالات متحده آمریکا بود.
وی همچنین برندهٔ جوایزی همچون بورسیه رودز شده‌است.